# MGM Studios, Inc. v. Grokster, Ltd.
''MGM Studios, Inc. v. Grokster, Ltd.'', 545 US 913 (2005), es una decisión de la Corte Suprema de los Estados Unidos en la que la Corte sostuvo por unanimidad que las empresas de intercambio de archivos entre pares Grokster y Streamcast (fabricante de Morpheus) podrían ser demandadas por inducir la infracción de derechos de autor por actos realizados en el curso de la comercialización de software para compartir archivos. Los demandantes eran un consorcio de 28 de las empresas de entretenimiento más grandes (lideradas por los estudios Metro-Goldwyn-Mayer).

## Antecedentes
El caso se caracteriza con frecuencia como un reexamen de los problemas en Sony Corp. v. Estudios de Universal City (también conocido como el "caso Betamax"), una decisión que protegió a los fabricantes de VCR de responsabilidad por infracción contributiva. MGM quiere que los fabricantes de tecnología de intercambio de archivos sean responsables de las infracciones de derechos de autor de sus usuarios. En Sony, el tribunal sostuvo que no se podía prohibir la tecnología si era "capaz de usos sustanciales no infractores".
Grokster llegó ante el Tribunal Supremo habiendo ganado ya en dos tribunales anteriores. El Tribunal de Distrito de los Estados Unidos para el Distrito Central de California desestimó originalmente el caso en 2003, citando la decisión de Betamax. Luego, un tribunal superior, el Tribunal de Apelaciones del Noveno Circuito, confirmó la decisión del tribunal inferior después de reconocer que el software peer-to-peer ("P2P") tiene usos legítimos y legales. El programa de intercambio de archivos Kazaa de Sharman Networks estaba originalmente entre los acusados, pero se abandonó porque la empresa tiene su sede en Vanuatu.
Empresas de tecnología informática y de Internet como Intel, y asociaciones comerciales, incluidas empresas como Yahoo! y Microsoft, presentaron informes amicus curiae en apoyo de las empresas de intercambio de archivos, mientras que la RIAA y la MPAA se pusieron del lado de MGM. Napster presentó un escrito en apoyo de los titulares de derechos de autor del peticionario.  El multimillonario Mark Cuban financió parcialmente la pelea de Grokster ante la Corte Suprema.

### Argumentos orales
Durante la argumentación oral, los magistrados de la Corte Suprema parecían divididos entre la necesidad de proteger las nuevas tecnologías y la necesidad de proporcionar soluciones contra la infracción de derechos de autor. El juez Antonin Scalia expresó su preocupación de que los inventores se verían desalentados de ingresar al mercado por la amenaza de demandas inmediatas. El juez David Souter cuestionó cómo la interpretación de la ley por la que argumentaron los demandantes afectaría a dispositivos como fotocopiadoras o el iPod.
La industria de la música sugirió que los iPods tienen un uso comercial sustancial y legítimo en contraste con Grokster, a lo que Souter respondió: "Sé perfectamente bien que puedo comprar un CD y ponerlo en mi iPod. Pero también sé que si puedo conseguir música sin comprarla, lo haré". Por otro lado, los jueces parecían preocupados ante la perspectiva de dictaminar que el supuesto modelo comercial de Grokster de inducir activamente la infracción y luego cosechar los beneficios comerciales estaba protegido de la responsabilidad. Grokster argumentó que afirmar el Noveno Circuito solo evitaría una orden judicial contra el uso futuro del software P2P, mientras que los demandantes aún serían libres de perseguir daños en el tribunal de distrito por supuestos actos ilícitos pasados. Sin embargo, gran parte de la Corte expresó su escepticismo de que la empresa continua de Grokster pudiera separarse de las consecuencias de esos actos anteriores.

## Opinión de la Corte
La opinión fue escrita por el juez Souter, quien escribió:
Sostenemos que quien distribuye un dispositivo con el objeto de promover su uso para infringir los derechos de autor, como lo demuestra una expresión clara u otras medidas afirmativas tomadas para fomentar la infracción, es responsable de los actos de infracción resultantes por parte de terceros.
Las opiniones concurrentes fueron escritas por el juez Ginsburg, a quien se unieron el presidente del tribunal Rehnquist y el juez Kennedy; y el juez Breyer, junto con el juez Stevens y el juez O'Connor.
Si bien el Tribunal coincidió unánimemente en que Grokster podría ser responsable de inducir la infracción de derechos de autor, hubo un desacuerdo considerable sobre si el caso es sustancialmente diferente del caso Sony y si el precedente establecido por Sony debería modificarse. Por un lado, el juez Ginsburg, junto con Kennedy y Rehnquist, afirman que "este caso difiere notablemente del de Sony" porque no había pruebas suficientes de usos que no fueran infractores. Por otro lado, el juez Breyer, junto con Stevens y O'Connor, afirma que "aún no se ha demostrado una fuerte necesidad demostrada de modificar Sony (o de interpretar el estándar de Sony de manera más estricta)," principalmente porque "la naturaleza de... los archivos legalmente intercambiados es tal que es razonable inferir cantidades de uso legal actual más o menos aproximadas a las de Sony". Estos jueces coinciden en la sentencia basándose en el estrecho fundamento del supuesto incentivo de Grokster a sus clientes para usar el producto ilegalmente.
En términos generales, la concurrencia de Ginsburg sugiere que Grokster sería responsable (sin la protección de Sony) incluso en ausencia de evidencia de incentivo. La concurrencia de Breyer, por otro lado, sugiere que Grokster estaría protegido por Sony sin evidencia de incentivo. La opinión de Souter no aborda si Sony protege o no a Grokster. Por tanto, ni la opinión de que Grokster está protegida ni la opinión de que Grokster está desprotegida por Sony dominó una pluralidad de la Corte.

La mayoría de los jueces habría ampliado o contraído la doctrina Sony Betamax; sin embargo, la Corte en su conjunto no ha optado por reexaminar el precedente de Betamax en la decisión, ya que se dividió en tres grupos iguales. Por lo tanto, la sentencia Betamax se revisó solo cuando fue necesario para detallar adecuadamente los problemas involucrados en este caso. En cambio, se ha desarrollado una prueba nueva y, como han sostenido varios críticos, ambigua para determinar si el software en cuestión no está protegido por el fallo de Sony. Dicho brevemente, debe demostrarse que los distribuidores del programa han anunciado y/o han inducido a su uso para infringir los derechos de autor; si se puede demostrar esta intención, los aspectos contribuyentes adicionales pueden ser relevantes. Por ejemplo, MGM et al. había afirmado que la negativa de los acusados a incorporar protocolos que filtraran materiales con derechos de autor de la red de intercambio de archivos constituye una intención de promover la infracción de derechos de autor. En la nota al pie 12, sin embargo, el juez Souter señala que
... en ausencia de otra evidencia de intención, un tribunal no podría encontrar responsabilidad contributiva por infracción simplemente basada en la falta de tomar medidas afirmativas para prevenir la infracción, si el dispositivo fuera capaz de usos sustanciales no infractores. Tal explotación se acercaría demasiado al puerto seguro de Sony.
La decisión ha sido aclamada por varios corresponsales de la Corte Soprema de Justicia de Estados Unidos por lograr un justo equilibrio entre la necesidad de respetar los derechos de autor de los artistas y los beneficios de permitir y promover la innovación tecnológica. De hecho, la decisión parece dejar suficiente margen para que los desarrolladores creen nuevos productos, ya que establece directrices para el cumplimiento de la ley de derechos de autor existente y responsabiliza a los distribuidores en lugar de a los desarrolladores por la infracción de los derechos de autor. Por el contrario, otros han criticado la nueva prueba por su aparente vaguedad, alegando que permite a organizaciones financieramente poderosas como la RIAA y la MPAA obstaculizar eficazmente el desarrollo de nueva tecnología mediante la búsqueda activa de litigios contra los desarrolladores y distribuidores.

## Desarrollos posteriores
El 7 de noviembre de 2005 Grokster anunció que dejaría de ofrecer su servicio de intercambio de archivos peer-to-peer El aviso en su sitio web decía: "La Corte Suprema de los Estados Unidos confirmó unánimemente que el uso de este servicio para comerciar material protegido por derechos de autor es ilegal. Copiar archivos de música e imágenes con derechos de autor utilizando servicios peer-to-peer no autorizados es ilegal y es perseguido por los propietarios de los derechos de autor ". Como parte de una demanda permitida por MGM Studios v. Grokster decisión del Tribunal Supremo, Grokster se vio obligado a pagar $50 millones a las industrias de la música y la grabación. En 2008, al visitar el sitio web de Grokster se mostró este mensaje: "Su dirección IP es (su IP) y se ha registrado. No crea que no puede ser atrapado. No eres anónimo ".
Streamcast, sin embargo, continuó luchando contra la demanda en prisión preventiva. El 27 de septiembre de 2006, el Tribunal de Distrito de EE. UU. Para el Distrito Central de California otorgó un juicio sumario a favor de los demandantes sobre la responsabilidad de Streamcast por infracción, aunque Streamcast prometió apelar la decisión.

Temiendo demandas similares a MGM v. Grokster, Mark Gorton, director ejecutivo de la empresa que produce LimeWire, ha dicho que planea dejar de distribuir su programa de intercambio de archivos. Explicó esto diciendo
Algunas personas dicen que mientras no induzca activamente la infracción, estoy bien. No creo que funcione de esa manera ... [el Tribunal] ha entregado una herramienta a los jueces que pueden declarar incentivos cuando sea Ellos quieren.
Se entabló una demanda contra LimeWire en Arista Records LLC v. Lime Group LLC, que sostuvo que Lime Group LLC indujo una infracción de derechos de autor con su software de intercambio de archivos P2P LimeWire y emitió una orden judicial permanente.
Las descargas del cliente gratuito LimeWire ahora se han prohibido en su sitio web oficial, con un aviso que afirma que esto es el resultado de Arista Records LLC v. La batalla legal de Lime Group LLC, que resultó en la descarga oficial de LimeWire ahora no está disponible, pero a partir del 21 de julio de 2013, el sitio permanece abierto.